# Berättarnätet Kronoberg
Berättarnätet Kronoberg är sen 1990 en förening som verkar för att lyfta fram muntlig berättartradition som en del av det immateriella kulturarvet. Övergripande utförs detta arbete genom att bland annat uppmuntra och genomföra utbildningar, forskning, och arkivering av det muntliga berättandet. Mycket fokus läggs på Sagobygden, ett område som sträcker sig över Ljungby, Alvesta, och Älmhult kommun. Inom detta område underhåller Berättarnätet flertalet sägenplatser, platser som är av stor betydelse för det lokala folkminnet. Organisationen driver även Sagomuseet, och den anslutande berättarfestivalen i Ljungby. Berättarnätet Kronoberg är en medlemsförening i Berättarnätet Sverige.

## Mickelpriset
Sen 1990 delar Berättarnätet Kronoberg årligen ut Mickelpriset till en person som "på ett förtjänstfullt sätt verkat för att sprida kunskap kring och intresse för den muntliga berättartraditionen och dess sagor och sägner". Priset består av ett konstverk och en summa på 2 000 kronor. Priset har fått sitt namn efter sagoberättaren Mickel i Långhult (1778–1860).

### Mottagare
- 1990 – filosofie doktor Lars J. Larsson, Alvesta
- 1991 – professor emeritus Sven Liljeblad, Solna
- 1992 – Lollo Herrmann, Målaskog
- 1993 – folkloristen Bengt af Klintberg, Lidingö
- 1994 – barnbibliotekarien Harriette Söderblom, Stockholm
- 1995 – författaren Astrid Lindgren, Stockholm
- 1996 – sagoberättaren Margaretha Larsson, Lund
- 1997 – folkloristen professor Jan-Öjvind Swahn , Lund
- 1998 – barnbibliotekarien och berättaren Alf Engström, Stockholm
- 1999 – folkloristerna och författarna Ulf Palmenfelt, Visby, och Ebbe Schön, Stockholm
- 2000 – sagoberättaren och läraren Monika Eriksson, Tingsryd
- 2001 – berättaren och författaren Mats Rehnman, Stockholm
- 2002 – författaren och kyrkoherden Bo Lundmark, Funäsdalen
- 2003 – hembygdsforskaren och författaren Thore Brogårdh, Vittsjö
- 2004 – berättaren Ulf Ärnström, Göteborg
- 2005 – konstnärerna Raine Navin och Gunilla Skyttla, Kalmar
- 2006 – förskolläraren och berättaren Ann Granberg, Stockholm
- 2007 – föreningen Liv i Sverige
- 2008 – berättaren Anders Granström, Löderup
- 2009 – berättarna Per Gustavsson, Bjärnum och Bengt Göran Söderlind, Markaryd
- 2010 – berättaren och spelmannen Thomas Andersson, Umeå
- 2011 – berättarna Ida Junker, Stockholm och Monika Westin, Sundsvall
- 2012 – berättaren, förskolläraren och utbildaren Maria Rossövik, Orust
- 2013 – författaren och museiföreståndaren Monica Caldaras, Malmö
- 2014 – berättaren Göran Hemberg, Stockholm
- 2015 – skådespelaren och berättaren Cecilia Persson, Jämtland
- 2016 – berättarantikvarien Marianne Folkedotter, Umeå
- 2017 – konstnärerna Mia Einarsdotter och Kjell Sundberg, Ljungby
- 2018 – författaren och berättaren Mikael Niemi, Pajala
- 2019 – radioproducenten Ola Hemström, Odensjö
- 2020 – läraren och berättaren Anna-Karin Ernström, Kungälv
- 2021 – berättaren och scenkonstnären Mikael Öberg, Järna
- 2022 – Västanå Teater, Sunne
- 2023 – teaterregissören och berättaren Inger Lise Oelrich, Simrishamn
- 2024 – teaterskaparen och berättaraktören Eva Löfman Törnqvist, Jonsered

## Unesco
År 2013 blev Berättarnätet Kronoberg, som Sveriges första icke-statliga organisation, utsedd till rådgivande åt Unesco angående det immateriella kulturarvet.
Föreningens verksamhetsledare, Meg Nömgård, blev under Svenska Unescorådets årliga möte tilldelad Svenska Unescopriset 2016 med orden:
Hon arbetar enträget med att lyfta fram Unescos konvention om skydd av det immateriella kulturarvet och hon har också varit aktiv i samarbetet med Institutet för språk och folkminnen som har regeringens uppdrag att arbeta med konventionen. Nömgård har etablerat samarbete mellan Berättarnätet och Unesco. Hon har på ett föredömligt sätt arbetat med att informera om och förklara Unescos konventionsarbete, och har bidragit till att skapa lokal förankring för de ganska abstrakta begreppen i den internationella överenskommelsen.
I mars 2017 nominerade regeringen Sagobygden till Unescos register över goda exempel på bevarande av immateriellt kulturarv. Totalt fanns det då 17 av dessa platser i världen, varav endast en i Norden. Sagobygden antogs som första svenska instans på listan året efter, vilket även uppmärksammades av kulturministern.